# Storena martensi
Storena martensi là một loài nhện trong họ Zodariidae.
Loài này thuộc chi Storena. Storena martensi được Hirotsugu Ono miêu tả năm 1983.